# Liste des monuments historiques de Landerneau
Cet article recense les monuments historiques de Landerneau dans le Finistère.

## Statistiques
Landerneau compte 14 édifices comportant au moins une protection au titre des monuments historiques. 2 d'entre eux sont classés, 2 partiellement classés et inscrits, les 10 autres étant inscrits à l'inventaire supplémentaire des monuments historiques. 

## Liste
| Monument                                        | Adresse                                          | Coordonnées                        | Notice         | Protection     | Date      | Illustration                                    |
| ----------------------------------------------- | ------------------------------------------------ | ---------------------------------- | -------------- | -------------- | --------- | ----------------------------------------------- |
| Château de Chef-du-Bois                         | Vieille route de Saint-Urbain                    | 48° 26′ 27″ nord, 4° 15′ 01″ ouest | « PA00090492 » | Inscrit        | 1992      | Image manquante Téléverser                      |
| Couvent des Capucins de Landerneau              | 2, 4 rue des Capucins Rue de la Fontaine-Blanche | 48° 27′ 10″ nord, 4° 15′ 13″ ouest | « PA00090026 » | Classé Inscrit | 1970      | Couvent des Capucins de Landerneau              |
| Église de Beuzit-Conogan                        |                                                  | 48° 26′ 56″ nord, 4° 14′ 57″ ouest | « PA00090027 » | Inscrit        | 1925      | Église de Beuzit-Conogan                        |
| Église Saint-Houardon de Landerneau             |                                                  | 48° 27′ 07″ nord, 4° 15′ 02″ ouest | « PA00090028 » | Classé         | 1916      | Église Saint-Houardon de Landerneau             |
| Église Saint-Thomas-de-Cantorbéry de Landerneau |                                                  | 48° 26′ 56″ nord, 4° 14′ 57″ ouest | « PA00090029 » | Inscrit        | 1932      | Église Saint-Thomas-de-Cantorbéry de Landerneau |
| Maison                                          | 3 rue du Commerce                                | 48° 27′ 01″ nord, 4° 15′ 04″ ouest | « PA00090030 » | Inscrit        | 2019      | Maison                                          |
| Maison                                          | 22 rue du Commerce Rue Romain-Desfossés          | 48° 27′ 01″ nord, 4° 15′ 04″ ouest | « PA00090031 » | Inscrit        | 1926      | Maison                                          |
| Maison                                          | 11 rue du Pont                                   | 48° 27′ 00″ nord, 4° 14′ 57″ ouest | « PA00090035 » | Inscrit        | 1932      | Maison                                          |
| Maison                                          | 10 place Poull ar Stang                          | 48° 26′ 57″ nord, 4° 14′ 56″ ouest | « PA00090038 » | Inscrit        | 1926      | Image manquante Téléverser                      |
| Maison dite de Notre-Dame-de-Rumengol           | 3 rue Saint-Thomas                               | 48° 26′ 57″ nord, 4° 14′ 56″ ouest | « PA00090037 » | Inscrit        | 1928      | Maison dite de Notre-Dame-de-Rumengol           |
| Maison de la Duchesse Anne                      | 9 place du Marché                                | 48° 27′ 02″ nord, 4° 15′ 01″ ouest | « PA00090034 » | Inscrit        | 1924      | Maison de la Duchesse Anne                      |
| Maison des Treize Lunes                         | 4 place Saint-Thomas                             | 48° 26′ 56″ nord, 4° 14′ 59″ ouest | « PA00090036 » | Classé         | 2005      | Maison des Treize Lunes                         |
| Ossuaire de Saint-Thomas                        |                                                  | 48° 26′ 56″ nord, 4° 14′ 57″ ouest | « PA00090039 » | Inscrit        | 1925      | Ossuaire de Saint-Thomas                        |
| Pont de Rohan                                   | quai de Cornouailles Rue du Pont                 | 48° 27′ 00″ nord, 4° 14′ 57″ ouest | « PA00090032 » | Classé         | 1929 2022 | Pont de Rohan                                   |